# Cornwall Hills Park
Cornwall Hills Park är en park i Kanada.   Den ligger i provinsen British Columbia, i den södra delen av landet, 3 400 km väster om huvudstaden Ottawa. Cornwall Hills Park ligger 1 764 meter över havet.
Terrängen runt Cornwall Hills Park är kuperad åt nordväst, men åt sydost är den bergig. Cornwall Hills Park ligger uppe på en höjd. Trakten runt Cornwall Hills Park är nära nog obefolkad, med mindre än två invånare per kvadratkilometer.. Närmaste större samhälle är Ashcroft, 15,7 km öster om Cornwall Hills Park.
I omgivningarna runt Cornwall Hills Park växer i huvudsak barrskog.